# لهوتا راپوتینا
لهوتا راپوتینا (به چکی: Lhota Rapotina) یک منطقهٔ مسکونی در جمهوری چک است که در ناحیه بلانسکو واقع شده‌است. لهوتا راپوتینا ۶٫۱۷ کیلومتر مربع مساحت و ۳۹۳ نفر جمعیت دارد و ۳۰۸ متر بالاتر از سطح دریا واقع شده‌است.